# 卡拉希贝塔
卡拉希贝塔（義大利語：Calascibetta），是意大利恩纳省的一个市镇。总面积88.18平方公里，人口4700人，人口密度53.3人/平方公里（2009年）。ISTAT代码为086005。